# Ptecticus septentrionalis
Ptecticus septentrionalis är en tvåvingeart som beskrevs av Mcfadden 1982. Ptecticus septentrionalis ingår i släktet Ptecticus och familjen vapenflugor. Inga underarter finns listade i Catalogue of Life.